# جون ماكلين موريس
جون ماكلين موريس طبيب نساء أمريكي، جراح وباحث (8 أبريل 1993 1 سبتمبر 1911).
ولد موريس في 1 سبتمبر، 1911 في مدينة كولينج،الصين، حيث كان والده، دوبوا س. موريس، كان التبشيرية المشيخية. وأشار في وقت لاحق ان تتأثر وأد البنات الطفل على نطاق واسع، وقال «تم التخلص الرضع الإناث غير المرغوب فيها عن طريق رمي لهم من خلال ثقب صغير في واحدة من عشرات الأكواخ الحجرية التي اقيمت لهذا الغرض في جميع أنحاء الريف». [2] عادت الأسرة إلى الولايات المتحدة حيث حضر مدرسة موريس Hotchkiss التحضيرية في Lakeville، كونيتيكت. [4]
تخصص موريس في علم الأحياء في جامعة برينستون حيث كان عضوا في نادي كاب اند جاون كلاب وأيضاً مديراً لتحرير يومية Princetonian. تخرج في عام 1936 والتحق بكلية الطب بجامعة هارفارد، وتخرج في عام 1940. [5]
خدم موريس خلال الحرب العالمية الثانية، في سلاح الخدمة الطبية التابعة للبحرية الأمريكية، بمثابة قائد ملازم لمدة أربع سنوات. [6] تزوج مارجوري أوستن موريس في 14 فبراير، 1950 في شورت هيلز، نيو جيرسي. [8]
في عام 1953، قدم موريس أول وصف كامل لما وصفه ب "متلازمة تأنيث الخصية" (المعروف أيضا باسم متلازمة موريس) على أساس 82 حالة تم تجميعها في الأدبيات الطبية، بما في ذلك اثنين من مرضاه. [10] [12] [14] مصطلح "متلازمة تأنيث الخصية" وقد صاغ لتعكس الملاحظة موريس "أن الخصيتين في هؤلاء المرضى تنتج عن الهرمون الذي كان له أثر تأنيثي على الجسم، وهي ظاهرة معروفة في الوقت الحاضر وذلك يعود إلى تقاعس من الاندروجين، وأرمتة اللاحقة من التستوستيرون إلى هرمون الاستروجين. [4]
يعتبر موريس وجيرترود جيئة وفان «المكتشفين» من الصباح التالي وسائل منع الحمل، والعمل الأول مع DES لمنع الحمل. [17] [19] [21] ذكرت فان جيئة وموريس نجاحها مع البشر في الاجتماع 1966 السنوي لجمعية الخصوبة الأمريكية. [23]
كان موريس رئيس لأمراض النساء وأستاذ في جامعة ييل جديدة ومركز طبي هافن كلية الطب بجامعة ييل لمدة 35 عاما. [25] وضعت أيضا داخل الرحم ليالي الجهاز. [26]
تقاعد في عام 1987 موريس ومات من سرطان البروستاتا في 8 أبريل، 1993 في ودبريدج، كونيتيكت. [27] [28]